# Beyağaç
Beyağaç là một huyện thuộc tỉnh Denizli, Thổ Nhĩ Kỳ. Huyện có diện tích 184 km² và dân số thời điểm năm 2007 là 7122 người, mật độ 39 người/km².